# IC 2759
IC 2759 ist eine elliptische Galaxie vom Hubble-Typ E im Sternbild Löwe. Sie ist schätzungsweise 342 Millionen Lichtjahre von der Milchstraße entfernt.
Das Objekt wurde am 24. April 1897 von Guillaume Bigourdan entdeckt.